# 栄養情報担当者
栄養情報担当者（えいようじょうほうたんとうしゃ、NR、英: nutritional representative）は、独立行政法人国立健康・栄養研究所が認定する資格で、「健康食品」等に関する正確な情報・知識を有し、消費者に対して適切な情報を提供できる人材の育成を目的として設けられた資格である。
健康食品のアドバイスに関する類似の資格としては、日本サプリメントアドバイザー認定機構（日本臨床栄養協会）が認定するサプリメントアドバイザー、健康食品管理士認定協会が認定する健康食品管理士などがある。
この他、認定基準は異なるが健康食品のアドバイザーとして、日本ニュートリション協会認定のサプリメントアドバイザー 、NPO新生活普及協会認定のサプリメント管理士、（株）日本フローラルアート認定のサプリメントコーディネータがある。

## 栄養情報担当者とは
栄養情報担当者（えいようじょうほうたんとうしゃ、以下NRと略す）とは、「健康食品」等に関する正確な情報・知識を有し、消費者に対して「健康食品」に関する適切な情報を提供することを主な業務とし、独立行政法人国立健康・栄養研究所理事長が認定した者をいう。いわゆる公的資格であり、業務独占資格のような特別な権限が与えられるわけではない。NRの多くは、医師・薬剤師・管理栄養士等の医療従事者及び食品に携わる職種の者である。健康食品に関連する法令が緩和され市場も大きくなってきたため、消費者に適切に助言を与えることができるアドバイザーが求められ、2003年より栄養情報担当者認定制度が開始された。
事業仕分けにより、2013年からは日本臨床栄養協会認定のサプリメントアドバイザーと統合され「NR・サプリメントアドバイザー」と資格名が変更された。

## 資格について

### NR認定試験
NR認定試験（以下「認定試験」）の合格者は栄養情報担当者として認定・登録される。
- 試験日
毎年6月

- 認定試験受験資格(2007年2月1日改定)
以下のいずれかの条件に該当し、国立健康・栄養研究所指定養成講座において、40単位を取得し、終了した者
  1. 有資格者（管理栄養士、栄養士、薬剤師、保健師、助産師、臨床検査技師、医師、歯科医師、獣医師）
  2. 大学若しくは高等専門学校、専門学校において、栄養学、薬学、保健学、医学、歯学、獣医学、の課程を修めて卒業した者
  3. 大学若しくは高等専門学校、専門学校において、食品衛生監視員の資格を得るために必要な科目を受講し、畜産学、水産学、農芸化学、の課程を修めて卒業した者
  4. 食品衛生監視員の養成施設において所定の課程を修了した者
  5. 日本国外において、1の資格を取得した者又は2及び3に該当する学部を修了した者で、国立健康・栄養研究所理事長が該当と認めた者
  6. 「資格確認試験」に合格した者

### 資格確認試験
認定試験受験資格1, 2及び3と同等の基礎学力を有しているか否かを確認する試験。
認定試験受験資格を有しない者は、「資格確認試験」に合格することで「認定試験」受験資格が得られる。
- 試験日
毎年11月
- 確認試験受験資格
養成講座のうち、資格確認試験に対応する科目を修了した者

### 資格更新
NR認定を更新するには、国立健康・栄養研究所が指定する健康・栄養食品に関する情報を扱った研修・講演会の受講、学会発表、論文掲載等を行うことで付与される単位を、3年間で12単位以上を取得する必要がある。